# Telimomab aritox
Telimomab aritox là một kháng thể đơn dòng của chuột là một loại thuốc ức chế miễn dịch. Kháng thể được liên kết với chuỗi A của protein ricin (được phản ánh bởi aritox trong tên thuốc).